# سوسک غواص پهن
سوسک غواص پهن (نام علمی: Dytiscus latissimus) نام یک گونه از سرده سوسک غواص است.